# ラインハルト・ファビッシュ
ラインハルト・ファビッシュ（Reinhard Fabisch, 1950年8月19日 - 2008年7月12日）は、ドイツ出身のサッカー指導者。

## 来歴
選手時代にはボルシア・ドルトムントに所属していた。1987年にケニア代表監督に就任し、以降ジンバブエ代表やベナン代表などアフリカ諸国の代表監督を歴任した。
ベナン代表監督時代、アフリカネイションズカップにおいて八百長を依頼されたと主張して議論を巻き起こした。
2008年7月12日、ドイツ・ミュンスターでガンにより死去。